# Leslie Thompson
Leslie Ann Thompson (né le 9 septembre 1963 à Burlington, Vermont) est une ancienne fondeuse américaine.